# 自豪房的客人
《自豪房的客人》為韓國KBS的綜藝節目，由金希澈、朴明秀等人共同主持，節目主要以「可見廣播節目」與電視節目結合，展現各集來賓自豪之處的綜藝脫口秀節目為主。

## 各集內容
| 集數 | 播放日期      | 來賓 |
| ---- | ------------- | ---- |
| 1    | 2017年3月16日 | 宋海 |

## 外部連結
- 自豪房的客人Facebook專頁
- 自豪房的客人的X（前Twitter）
- 自豪房的客人的Instagram帳戶